# Maurizio Leone
Maurizio Leone (Cosenza, 17 agosto 1973) è un mezzofondista italiano.

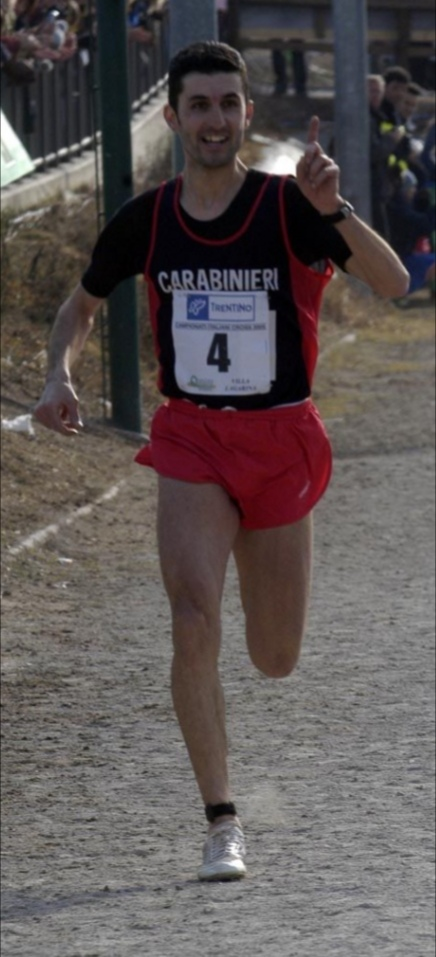

Dal 1993 al 2009 ha militato nelle file del Centro Sportivo Carabinieri, vestendo 15 volte la maglia azzurra assoluta. Attualmente svolge il ruolo di responsabile tecnico per la società di atletica leggera Cosenza K42.

## Palmarès
CAMPIONATI INTERNAZIONALI
| Anno | Pos | Manifestazione                        | Distanza | Luogo                       |
| ---- | --- | ------------------------------------- | -------- | --------------------------- |
| 1992 | 18º | Campionati Mondiali di Cross Juniores | -        | Boston (USA)                |
| 1992 | 11º | Campionati Mondiali Juniores          | 10000m   | Seul (KOR)                  |
| 1994 | 1º  | Coppa Europa U23                      | 5000m    | Ostrava (CZ)                |
| 1995 | 53º | Campionati Mondiali di Cross          | -        | Dhuram (ENG)                |
| 1995 | 3º  | Universiadi                           | 5000m    | Fukuoka (JAP)               |
| 2001 | 37º | Campionati Mondiali di Cross          | -        | Ostenda (BEL)               |
| 2002 | 14º | Campionati Europei di Cross           | -        | Medulin (CRO)               |
| 2003 | 24º | Campionati Europei di Cross           | -        | Edimburgo (SCO)             |
| 2003 | 48º | Campionati Mondiali di Cross          | -        | Losanna (SVI)               |
| 2004 | 12º | Campionati Europei di Cross           | -        | Heringsdorf (GER)           |
| 2005 | 28º | Campionati Europei di Cross           | -        | Tilburg (OLA)               |
| 2005 | 47º | Campionati Mondiali di Cross          | -        | Saint Etienne (FRA)         |
| 2006 | 40° | Campionati Europei di Cross           | -        | San Giorgio su Legnano (MI) |

## Campionati nazionali
1991
- Bronzo ai campionati italiani juniores, 3000 m

1992
- Argento ai campionati italiani juniores, 5000 m
- Oro ai campionati italiani juniores di corsa campestre

1993
- Argento ai campionati italiani promesse, 5000 m

1994
- Argento ai campionati italiani assoluti, 5000 m

1996
- Bronzo ai campionati italiani di maratonina

2000
- 4º ai campionati italiani assoluti, 10000 m - 28'31"63

2001
- 6º ai campionati italiani assoluti, 5000 m - 14'15"85
- 11º ai campionati italiani di maratonina - 1h04'44"

2002
- Argento ai campionati italiani assoluti, 5000 m - 13'48"32
- 10º ai campionati italiani di maratonina - 1h03'00"

2003
- Argento ai campionati italiani assoluti, 5000 m - 13'56"23
- 10º ai campionati italiani di maratonina - 1h03'15"

2004
- Argento ai campionati italiani assoluti, 10000 m - 29'09"70
- 15º ai campionati italiani di maratonina - 1h05'34"

2005
- Argento ai campionati italiani assoluti, 5000 m - 14'08"93
- 4º ai campionati italiani di maratonina - 1h05'33"
- Bronzo ai campionati italiani di corsa su strada, 10 km - 29'09"
- Oro ai campionati italiani di corsa campestre - 35'52"

2007
- 6º ai campionati italiani assoluti, 10000 m - 30'19"46

## Altre competizioni internazionali
2000
- 30° alla Stramilano ( Milano) - 1h04'38"
- 10° alla Mezza maratona di Udine ( Udine) - 1h03'12"
- 8° alla Mezza maratona di Torino ( Torino) - 1h04'00"

2001
- 8° alla Mezza maratona di Faro ( Faro) - 1h05'16"

2003
- 12° alla Stramilano ( Milano) - 1h03'38"
- 7° alla Mezza maratona di Saint-Junien ( Saint-Junien) - 1h05'02"

2005
- 13° alla BOclassic ( Bolzano) - 29'49"
- Oro al Cross della Vallagarina ( Villa Lagarina) - 35'52"

2006
- Argento alla Maratona d'Europa ( Trieste) - 2h17'51"
- 13° alla Roma-Ostia ( Roma) - 1h05'59"
- Bronzo alla Mezza maratona di Prato ( Prato) - 1h04'20"
- 17° alla BOclassic ( Bolzano) - 30'10"

2007
- 18° alla Mezza maratona di Udine ( Udine) - 1h06'45"
- 6° alla Corsa delle Stelle ( Verbania) - 29'46"

2012
- Bronzo alla Mezza maratona di Salerno ( Salerno) - 1h09'20"